# Desognaphosa funnel
Desognaphosa funnel là một loài nhện trong họ Trochanteriidae. Loài này phân bố ở Queensland.